# Illativus
Illativus (illatiwus) – przypadek w językach aglutynacyjnych i fleksyjnych oznaczający kierunek ruchu przedmiotu do wewnątrz jakiegoś obiektu. Odpowiada on zatem znaczeniowo polskim wyrażeniom typu do środka (czegoś) lub w (coś) (np. Im dalej w las, tym więcej drzew).
Występuje m.in. w językach ugrofińskich, zwłaszcza węgierskim i fińskim. 

## Język fiński
Końcówkami illatiwu w języku fińskim są w liczbie pojedynczej -Vn, -hVn lub -seen (gdzie V symbolizuje powtórzenie ostatniej samogłoski przed końcówką), a w liczbie mnogiej -in, -hin lub -siin. Zasady doboru końcówki są złożone, patrz illativ w języku fińskim.
- talo „dom” – taloon „do domu”, taloihin „do domów”
- Puola „Polska” – Puolaan „do Polski” (He menevät Puolaan „Oni jadą do Polski”)
- työ „praca” – työhön „do pracy”

## Język węgierski
Końcówką illatiwu jest -ba / -be.
- vonatba „do pociągu”